# Simone Seidenberg
Simone Seidenberg (* 1966) ist eine deutsche Hörspiel- und Synchronsprecherin.

## Karriere
Simone Seidenberg begann ihre Sprecherkarriere in den 1980er Jahren in Hamburg. Aufgrund ihrer sehr mädchenhaften und jugendlichen Stimme wurde Seidenberg bis zum Ende der 1990er Jahre insbesondere als Zeichentrick- und Animesprecherin besetzt und war in einigen Kinder- und Jugendserien zu hören. Hauptrollen sprach sie dabei unter anderem in Die tollen Fußballstars (als Kumi Siguro; 1983–1986), Hikari - Die kleinen Superstars (als Yukiko Doi; 1986), Peter Pan und die Piraten (als Wendy Darling; 1990–1991), Pierre und Isa (als Isa; 1991–1992) und synchronisierte Laura Bertram als Amanda Zimm in Amanda und Betsy (1993–1997).
Einem breiten Publikum wurde sie als deutsche Sprecherin der Figur Patti Mayonnaise in der Nickelodeon-Serie Doug (1991–1994) bekannt.
Sie war auch als Hörspielsprecherin aktiv, so gab Simone Seidenberg in sechs der zehn Folgen der Serie Trixie Belden die Dinah und sprach die Angela in drei Folgen Hanni und Nanni (1986–1987).
Simone Seidenberg ist mit dem ebenfalls als Hörspiel- und Synchronsprecher tätigen Marc Seidenberg verwandt.